# Calpurnia (femme de Pline le Jeune)
Pour les articles homonymes, voir Calpurnia.
Calpurnia est une femme de l’ordre sénatorial romain originaire de Côme. Elle est née au ier siècle de notre ère et elle est morte au iie siècle.
Calpurnia est la petite-fille de Calpurnius Fabatus et la nièce de Calpurnia Hispulla. Elle est également la dernière épouse de Pline le Jeune.
Pline le Jeune publie dans sa Correspondance trois lettres qu’il lui avait envoyé. Il s’agit des lettres VI, 4 ; VI, 7 et VII,5.

## Biographie
Calpurnia est née au Ier siècle de notre ère. Elle est originaire de Côme. Ses deux parents sont décédés quand elle était très jeune. Elle est donc éduquée par son grand-père Calpurnius Fabatus et surtout par sa tante Calpurnia Hispulla. 
Elle se marie vers ses 16 ans à Pline le Jeune. Ce dernier la décrit dans ses Lettres comme une épouse idéale. Ils semblent se marier entre 103 et 104.
Calpurnia est une femme lettrée et cultivée. Elle lit les œuvres de son mari et elle lui écrit plusieurs lettres. Elle joue également de la cithare pour accompagner les récitations de son époux. On ne sait pas grand-chose d’autre de ses activités.
Calpurnia effectue un voyage en Campanie pour se soigner d’une maladie vers 106. C’est à cette occasion que Pline le Jeune lui envoie des lettres dont la VI, 4.
En 107, Calpurnia fait une fausse couche. Pline le Jeune explique que celle-ci est due à son jeune âge et à son manque d’expérience.
Vers 110, elle accompagne son mari dans sa province de Bithynie et Pont. Il n’est pas rare au Haut Empire que les femmes accompagnent leur mari en province, alors que sous la République les femmes ne devaient pas les accompagner. Or, l’exemple de Germanicus et Agrippine l'Aînée, au tout début du ier siècle, a montré que les femmes pouvaient accompagner leur mari. En outre, les Romains justifient ceci en expliquant que les maris peuvent ainsi surveiller leurs épouses lors de leur départ en province.
Vers 113, elle quitte la province pour rejoindre sa tante en Italie lorsque son grand-père meurt. Pour faciliter son voyage, Pline le Jeune demande, dans la lettre X, 120, à Trajan s’il peut donner un sauf-conduit à Calpurnia. L’empereur accepte la demande de Pline. C’est sur cet échange que se clôt la Correspondance de Pline le Jeune. 
Calpurnia n’a jamais eu d’enfant de son mariage avec Pline. 

## Les lettres d'amour entre Calpurnia et Pline
Calpurnia reçoit trois lettres de son époux : VI, 4 ; VI, 7 et VII, 5. Ce sont toutes des lettres d’amour évoquant la douleur que Pline le Jeune ressent lors des absences de son épouse. Elles évoquent ainsi un thème épistolaire important, celui de la présence et de l’absence. 
Les lettres sont cruciales dans leur relation puisque Pline le Jeune exhorte sa jeune épouse à lui écrire pour qu’il ait souvent des nouvelles d’elle. Ces demandes se justifient par l’absence de Calpurnia puisqu’elle se trouve en Campanie lors de ces échanges.

## Calpurnia: une épouse idéale
Calpurnia est présentée dans la Correspondance comme une épouse romaine idéale. Pline le Jeune la décrit avec toutes les qualités de l’épouse idéale. Ainsi, elle est agréable, fidèle, sérieuse et dévouée à son mari.
Pline le Jeune explique même qu’il vit en parfaite concorde (concordia) avec elle, ce qui est l’un des éléments les plus importants pour un couple romain. 
Calpurnia n'est connue qu’à travers ce prisme de l’épouse idéale. Il est difficile de savoir réellement comment elle était ou ce qu’elle appréciait. Pline le Jeune la décrit avec les éléments qui sont importants pour lui et pour son portrait. La description qu’il donne de son épouse n'est pas forcément fausse mais elle est sans doute biaisée.

## Possible publication du livre X de laCorrespondancede Pline le Jeune
Pline le Jeune meurt avant la publication du livre X de sa Correspondance. Il est possible que ce soit son épouse Calpurnia qui l’ait publié. En effet, cette dernière est une femme lettrée, cultivée, intelligente et qui avait accès aux archives personnelles de Pline le Jeune. Elle aurait ainsi pu publier le livre X sans de grosses difficultés.
Publier ce dernier livre aurait pu être pour elle, l’occasion de rendre un dernier hommage à son mari tout en apportant des connaissances sur la province de Bithynie et Pont.

#### Éditions et traductions
- Pline le Jeune, Lettres. Livres I-III, traduction Hubert Zehnacker, Paris, Les Belles Lettres, 2009.
- Pline le Jeune, Lettres. Livres IV-VI, traduction Hubert Zehnacker et Nicole Mèthy, Paris, Les Belles Lettres, 2011.
- Pline le Jeune, Lettres. Livres VII-IX, traduction Hubert Zehnacker et Nicole Mèthy, Paris, Les Belles Lettres, 2012.
- Pline le Jeune, Lettres. Livre X, traduction Hubert Zehnacker et Nicole Mèthy, Paris, Les Belles Lettres, 2017.

#### Études
- Adrian Nicholas Sherwin-White, The Letters of Pliny : A Historical and Social Commentary, Oxford, Clarendon Press, 1966.
- Andrée Maniet, 'Pline le Jeune et Calpurnia', L'Antiquité Classique, 35-1, 1966, p.149-185.
- Erik Gunderson, 'Catullus, Pliny and Love-Letters', Transactions of the American Philogical, 127, 1997, p.201-231.
- Jacqueline M.Carlon, Pliny's Women :Constructing Virtue and Creating Identity in the Roman World; Cambridge, Cambridge University Press, 2009.
- Nicole Mèthy, Les Lettres de Pline le Jeune. Une représentation de l'Homme, Paris, PUPS, 2007.